# La Débandade
La Débandade is een Franse film van Claude Berri die werd uitgebracht in 1999.

## Verhaal
Claude, een veilingmeester, is al vijftien jaar lang gelukkig gehuwd met Marie. Hun liefdevolle relatie komt onder druk te staan als Claude bij het vrijen vaststelt dat hij een erectieprobleem heeft, en dit ondanks zijn seksueel verlangen naar Marie. Zij van haar kant bedekt dit probleem glimlachend met de mantel der liefde. Claude wordt echter onzeker en angstig. Hij raadpleegt een uroloog. Na meerdere medische onderzoeken besluit hij zijn toevlucht te nemen tot een erectiepil.

## Rolverdeling
| Acteur            | Personage                              |
| ----------------- | -------------------------------------- |
| Claude Berri      | Claude Langmann                        |
| Fanny Ardant      | Marie Langmann                         |
| Claude Brasseur   | Paul-Édouard, trouwe vriend van Claude |
| Alain Chabat      | de specialist                          |
| Danièle Lebrun    | Myriam, de ex-vrouw van Paul Édouard   |
| Véronique Vella   | Julie, een animeermeisje               |
| Brigitte Bémol    | Agnès, de stagiaire                    |
| François Berléand | dokter Nataf                           |
| Olga Grumberg     | Nathalie, de dochter van Claude        |
| Myriam Mézières   | vrouw aanwezig op de verkoop           |
| Pierre Semmler    | Frédérick, de minnaar van Nathalie     |